# Дела в Нью-Джерси
«Дела в Нью-Джерси» (англ. New Jersey Drive) — драма режиссёра Ника Гомеса.  Премьера фильма в США состоялась 19 апреля 1995 года.

## Сюжет
Чернокожий подросток рассказывает свою историю о том, как ему удалось остаться живым, пройдя через жестокие, грязные улицы. Все его друзья угоняют машины, катаются в них, слушают рэп, прогуливают школу, носят пистолеты. При угоне машины его друга подстрелили, но не насмерть, а полицейского должны были судить за неправомерное применение оружия. Наш герой должен был давать показания в суде, а полицейский следил за ним, чтобы застукать на месте, чего и добился. Потом тюрьма, в данном случае протрезвление и осознанное решение жить по-человечески. Друзья же его, продолжающие эту "развеселую" жизнь, кончают трагически. Авторы фильма дают понять, что есть выход из этого порочного круга, но найти его могут и хотят не все. Ну а виноваты во многом, как обычно, белые плохие полицейские.

## В ролях
| Актёр            | Роль          |
| ---------------- | ------------- |
| Шеррон Корли     | Джейсон Петти |
| Габриель Кассеус | Миджет        |
| Сол Стейн        | Эмиль Роско   |
| Дональд Фэйсон   | Тини Дайм     |
| Heavy D          | Бо-Кейн       |
| Роско Орман      | судья         |
| Майкл Пинкус     | Кёрли         |
| Кристин Барански | прокурор      |

## Кассовые сборы и критика
За первые три дня проката фильм занял 11-е место по сборам, заработав чуть более $1 млн. Общая сумма кассовых сборов составила $ 3,656,508. Фильм получил в основном смешанные отзывы критиков. На сайте Rotten Tomatoes рейтинг картины составил 56 %, а средняя оценка — 6.6 баллов из 10 на основе 9 обзоров. Роджер Эберт из «Chicago Sun-Times» дал положительный отзыв. Кэрин Джеймс из «The New York Times» также положительно отозвалась о фильме.